# Euphranta maculipennis
Euphranta maculipennis är en tvåvingeart som beskrevs av Hardy 1983. Euphranta maculipennis ingår i släktet Euphranta och familjen borrflugor. Inga underarter finns listade i Catalogue of Life.